# Crotty Dam
Crotty Dam är en dammbyggnad i Australien. Den ligger i kommunen West Coast och delstaten Tasmanien, i den sydöstra delen av landet, omkring 160 kilometer nordväst om delstatshuvudstaden Hobart. Den ligger vid sjön Lake Burbury.
Trakten runt Crotty Dam är nära nog obefolkad, med mindre än två invånare per kvadratkilometer.. Närmaste större samhälle är Queenstown, nära Crotty Dam.
I omgivningarna runt Crotty Dam växer i huvudsak städsegrön lövskog. Genomsnittlig årsnederbörd är 2 407 millimeter. Den regnigaste månaden är september, med i genomsnitt 283 mm nederbörd, och den torraste är februari, med 92 mm nederbörd.